# Mousse

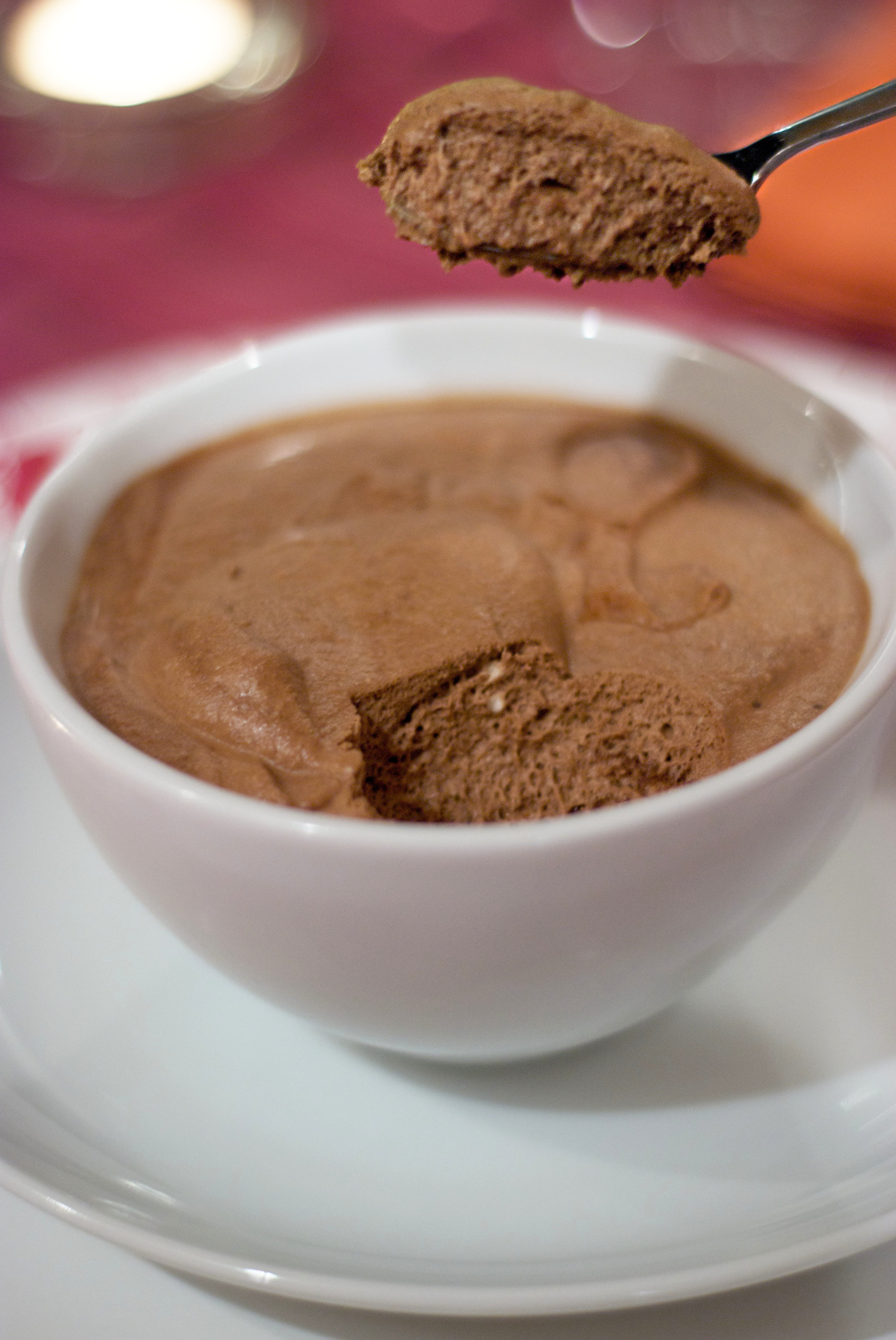
Um mousse de café e chocolate.

A musse (do francês mousse, [espuma]) é um tipo de sobremesa cremosa feita de ovos e/ou natas em combinação com outros ingredientes que lhe dão sabor, como o chocolate ou frutas. As claras de ovos são batidas em neve e depois incorporadas aos outros ingredientes. O doce é então refrigerado e mantém-se aerado.

## Musse de chocolate

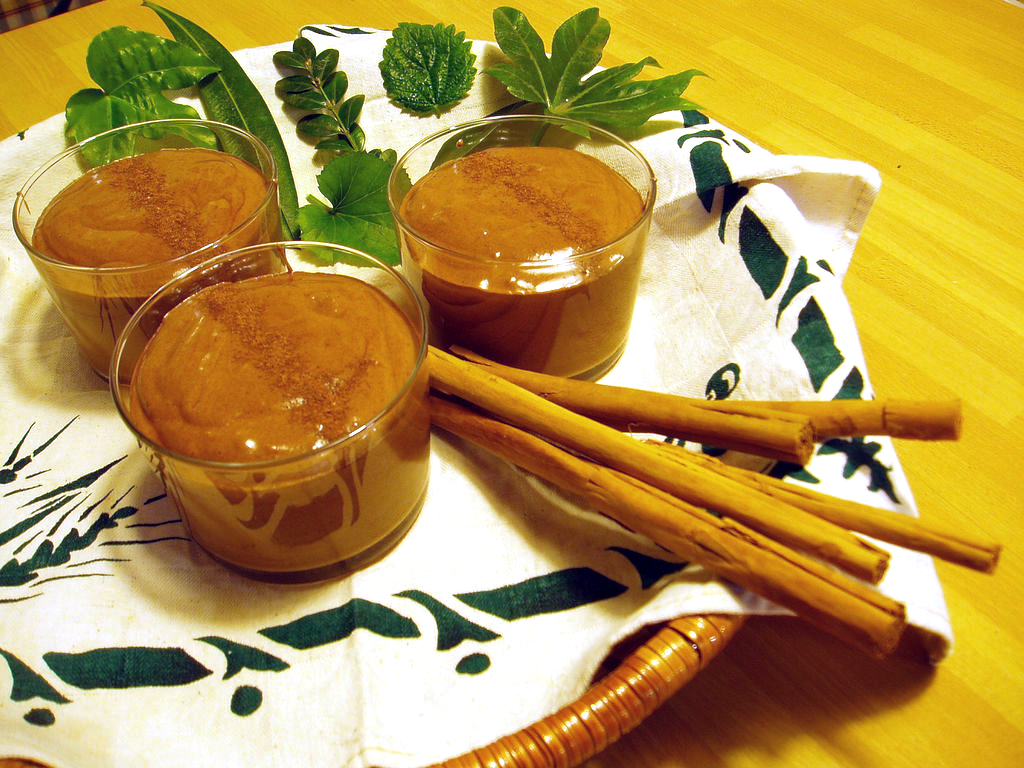
Três potes de mousse de chocolate.

A musse de chocolate é um prato tradicional da França, servido na maioria dos restaurantes. A receita teria sido inventada no início do século XX pelo artista francês Henri de Toulouse-Lautrec que a chamou originalmente de "maionese de chocolate".